# Hylemyza partita
Hylemyza partita is een vliegensoort uit de familie van de bloemvliegen (Anthomyiidae). De wetenschappelijke naam van de soort is voor het eerst geldig gepubliceerd in 1826 door Meigen.